# Wilshire/Normandie (Metro de Los Ángeles)
Wilshire/Normandie es una estación subterránea en la línea D del Metro de Los Ángeles y es administrada por la Autoridad de Transporte Metropolitano del Condado de Los Ángeles. Se encuentra localizada en el barrio Koreatown de Los Ángeles (California), en Wilshire Boulevard, y a dos cuadras del histórico Ambassador Hotel, el sitio donde ocurrió el asesinato de Robert F. Kennedy en 1968. El sitio es ahora ocupado por la escuela K-12 operado por el LAUSD.

## Conexiones de autobuses
- Metro Local: 18, 20, 206
- Metro Rapid: 720
- Foothill Transit: 481